# Roger King (producent)
Roger M. King (New York, 22 augustus 1944 – Boca Raton, 8 december 2007) was een Amerikaanse televisie- en mediaproducent voor King World Productions en CBS. Hij hielp de carrières op gang van bekende tv-sterren als Oprah Winfrey, Dr. Phil en Alex Trebek.

## King World Productions
King werd voorzitter van de raad van bestuur van King World Productions in 1977. Zijn vader, Charles King, had King World in 1964 opgericht. 
Onder Roger Kings leiding werd King World een toonaangevende distributeur van populaire televisieprogramma's. Hij startte onder meer de dagtelevisieprogramma's Oprah Winfrey Show en Dr. Phil.
Het consortium van King was ook verantwoordelijk voor het nieuwsmagazine Inside Edition en voor Wheel of Fortune (met Pat Sajak en Vanna White en geschreven door Merv Griffin), dat volgens CBS televisieprogramma nummer 1 van de voorbije 23 jaar was. Jeopardy!, dat ook werd geschreven door Griffin en dat werd geproduceerd door het consortium King World Productions onder leiding van Roger King, was 22 jaar lang een van de topdrieprogramma's.

## CBS
King ging in 2000 voor CBS werken naar aanleiding van de fusie van King World Productions met de omroep. Hij werkte als chief executive officer van CBS Television Distributie vanaf 2000 tot aan zijn overlijden in 2007. Hij was verantwoordelijk voor de verkoop van de herhalingen van verscheidene grote CBS-primetime-programma's, waaronder CSI: Crime Scene Investigation, Survivor, The Amazing Race, Everybody Loves Raymond en America's Next Top Model.

## Prijzen
King werd in 1992 officieel opgenomen in de Broadcasting & Cable Hall of Fame. In 2004 werd hij ook opgenomen in de National Association of Broadcasters Hall of Fame.

## Persoonlijk leven
King had de reputatie verkwistende feestjes te organiseren. In januari 1998, tijdens de NATPE-conventie New Orleans, huurde hij voor de avond de hele Louisiana Superdome af en huurde hij Elton John in om zijn gasten te vermaken. Zich zijn eigen strijd aan het begin van zijn carrière herinnerend, bood King ondersteuning aan nieuwkomers in de amusementsindustrie en vaak bood hij zichzelf aan als mentor en adviseur.
King woonde 's zomer in Bay Head, New Jersey. Bay Head is nog altijd een toevluchtsoord voor vermogende mensen.

## Overlijden
King werd op 7 december 2007 thuis (in Boca Raton, Florida) onverwacht getroffen door een beroerte. Hij overleed op 8 december in een nabijgelegen ziekenhuis, op de leeftijd van 63 jaar. Hij liet zijn vrouw, Raemali, en drie dochters achter.